# Melissodes bicolorata
Melissodes bicolorata là một loài Hymenoptera trong họ Apidae. Loài này được LaBerge mô tả khoa học năm 1961.